# Abacetus compactus
Abacetus compactus es una especie de escarabajo terrestre de la subfamilia Pterostichinae.  Fue descrito por Andrewes en 1942. 